# Alton (stolica tytularna)
Alton (łac. Dioecesis Altonensis) – stolica historycznej diecezji w Stanach Zjednoczonych.

## Historia
Diecezja powstała 9 stycznia 1857 z terenu dotychczasowej diecezji Quincy. 26 października 1923 przestała istnieć, a jej terytorium zostało objęte w nowo utworzonej diecezji ze stolicą w Springfield.
W 1995 papież Jan Paweł II utworzył katolickie biskupstwo tytularne Alton. 

## Biskupi tytularni
| Lp. | Biskup         | Funkcja                              | Od              | Do              |
| --- | -------------- | ------------------------------------ | --------------- | --------------- |
| 1   | John Nienstedt | biskup pomocniczy Detroit (USA)      | 12 czerwca 1996 | 12 czerwca 2001 |
| 2   | Josu Iriondo   | biskup pomocniczy Nowego Jorku (USA) | 30 czerwca 2001 |                 |